# バーンサイド・アベニュー駅
バーンサイド・アベニュー駅 (Burnside Avenue) はニューヨーク市地下鉄IRTジェローム・アベニュー線の駅である。ブロンクス区モリス・ハイツとユニバーシティ・ハイツに跨がるバーンサイド・アベニューとジェローム・アベニューの交差点に位置し、4系統が終日停車する。
また、クラウン・ハイツ-ユーティカ・アベニュー駅からのラッシュ時一部北行列車は当駅止まりとなっている。この列車は167丁目駅から急行線を走り当駅急行線ホームに到着する。到着後は回送列車となりジェローム車両基地へと回送される。

## 歴史
駅は1917年6月2日のジェローム・アベニュー線149丁目-グランド・コンコース駅 - キングスブリッジ・ロード駅間の開業と共にバーンサイド・アベニュー-ニューヨーク大学駅 (Burnside Avenue–New York University) として開業した。その後、バーンサイド・アベニュー-180丁目駅 (Burnside Avenue–180th Street) に改称された。これはバーンサイド・アベニューが180丁目とも呼ばれていたためである。そして1979年に現在の駅名、バーンサイド・アベニュー駅 (Burnside Avenue) に改称された。
1981年6月11日、ニューヨーク・タイムズはMTAが改装が必要な69駅を前日の6月10日に発表したと報じた。その中には当駅も入っていた。元々黄色く塗られたホーム端の他にオレンジに塗られたホーム端、新しい波形の駅名標が設置された。
駅は2006年6月17日から10月16日までジェローム・アベニュー線内5駅（当駅・モショル・パークウェイ駅・ベッドフォード・パーク・ブールバード-リーマン・カレッジ駅・キングスブリッジ・ロード駅・183丁目駅）の改装を行う5,500万ドルの契約の下で改装工事が行われた。
ホームには2006年にローラ・バトルにより製作されたアートワーク『How to Get to the Moon』が飾られている。これは太陽と月の関係、そして昼と夜の関係についてをモチーフとしている。

## 駅構造
| P ホーム階 | 北行緩行線                                         | ← ウッドローン駅行き（183丁目駅）                                                                                      |
| P ホーム階 | 島式ホーム、到着番線に応じて左右どちらかの扉が開く | |
| P ホーム階 | 急行線                                             | ← ラッシュ時：当駅止 → 急行線は定期列車なし （北行：ウッドローン駅/南行：149丁目-グランド・コンコース駅）              |
| P ホーム階 | 島式ホーム、到着番線に応じて左右どちらかの扉が開く | |
| P ホーム階 | 南行緩行線                                         | → クラウン・ハイツ-ユーティカ・アベニュー駅行き（176丁目駅） → → 深夜帯：ニューロッツ・アベニュー駅行き（176丁目駅） → |
| M          | 改札階                                             | 改札口、駅員詰所、メトロカード自動券売機                                                                               |
| G          | 地上階                                             | 出入口 |

駅は島式ホーム2面と緩行線2線・急行線1線を有した2面3線の高架駅で、急行線はラッシュ時一部北行当駅止まりの列車の到着にのみ使用されている。ウッドローン駅方面では急行線に定期旅客列車は設定されていない。また、南側の次の急行線停車駅は149丁目-グランド・コンコース駅であるが、当駅止まりの列車は149丁目駅から167丁目駅までの2駅間緩行線を走行し、そこから急行線へ転線し当駅に入るため149丁目駅 - 当駅間で全区間急行線を通過する列車は1本も存在していない。

### 出口
改札口はホーム下にあり、南北ホームから階段が接続している。改札口からはバーンサイド・アベニューとジェローム・アベニューの交差点南東・南西にそれぞれ2つずつ階段が接続している。

## 外部リンク

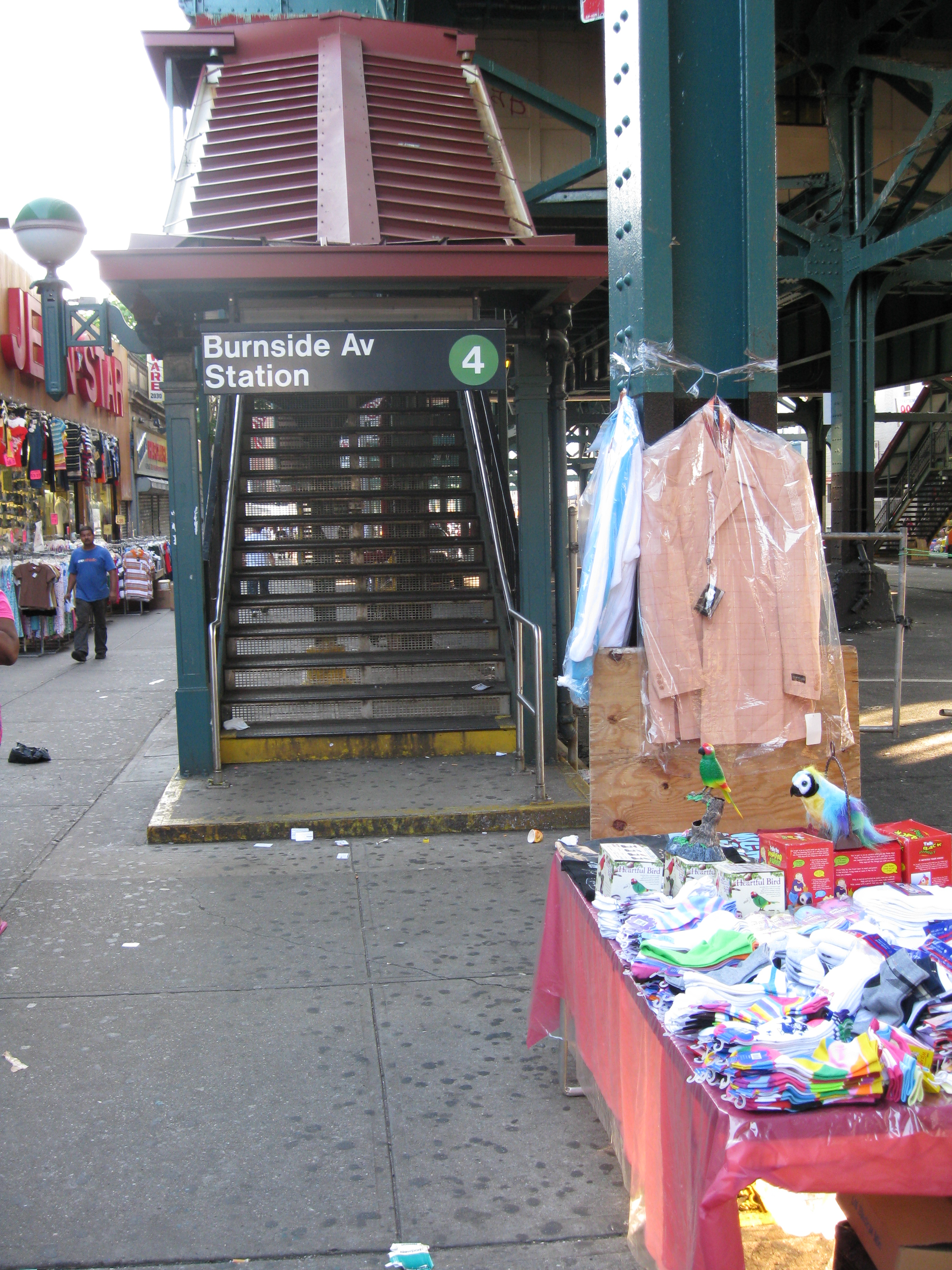
入口階段